# Game Over (serie animata)
Game Over è una sitcom animata statunitense del 2004, creata da David Sacks e prodotta da Carsey-Werner Productions.
La serie è incentrata sui Smashenburn, una famiglia di periferia che vive in un universo alternativo in stile videogioco. In particolare, come suggerito dal titolo, si concentra su ciò che accade ai personaggi dei videogiochi dopo la fine del gioco.
La serie è stata trasmessa per la prima volta negli Stati Uniti su UPN dal 10 marzo al 2 aprile 2004, per un totale di cinque episodi ripartiti su una stagione. Il 28 giugno 2005, con la pubblicazione del DVD, è stato reso disponibile anche l'ultimo episodio inedito in televisione. In Italia la serie è stata trasmessa su Jimmy dal 19 al 24 dicembre 2005.

## Trama
La serie racconta le avventure della famiglia Smashenburn formata da Rip, un pilota di successo del Grand Prix, sua moglie Raquel, un agente segreto che combatte i mostri, e i loro due figli Billy, un ragazzo superficiale con la passione dell'hip hop, e Alice, una ragazza cinica con la passione della pallavolo. La famiglia ha anche un animale domestico, Turbo, una creatura simile ad un cane dal peso di 150 chili e il cui passatempo preferito è svaligiare le agenzie di prestito su pegno, fumare sigari scadenti e causare danni.

## Personaggi e doppiatori

### Personaggi principali
- Rip Smashenburn, voce originale di Patrick Warburton, italiana di Massimo Lodolo.
- Raquel Smashenburn, voce originale di Lucy Liu, italiana di Antonella Baldini.
- Alice Smashenburn, voce originale di Rachel Dratch, italiana di Federica De Bortoli.
- Billy Smashenburn, voce originale di Elizabeth Daily, italiana di Monica Bertolotti.
- Turbo, voce originale di Artie Lange, italiana di Franco Mannella.

### Personaggi secondari
- Brandy, voce originale di Dorothy Elias-Fahn, italiana di Federica Bomba.

## Episodi
| nº | Titolo originale      | Titolo italiano         | Prima TV USA   | Prima TV Italia  |
| -- | --------------------- | ----------------------- | -------------- | ---------------- |
| 1  | Meet the Smashenburns | Gli Smashernburn        | 10 marzo 2004  | 19 dicembre 2005 |
| 2  | Alice and the C.A.T.S |                         | 17 marzo 2004  | 20 dicembre 2005 |
| 3  | Basic Win-stincts     | Test di Alice           | 26 marzo 2004  | 21 dicembre 2005 |
| 4  | All Work and All Play | Istinto vincente        | 2 aprile 2004  | 22 dicembre 2005 |
| 5  | Into the Woods        |                         | 2 aprile 2004  | 23 dicembre 2005 |
| 6  | Monkey Dearest        | La scimmia più preziosa | 28 giugno 2005 | 24 dicembre 2005 |